# Z̲
Cette page contient des caractères spéciaux ou non latins. S’ils s’affichent mal (▯, ?, etc.), consultez la page d’aide Unicode.
Z̲ (minuscule : z̲), appelé Z trait souscrit ou Z souligné, est une lettre addionnelle de l’alphabet latin utilisée dans l’écriture du dakelh. Il s’agit de la lettre Z diacritée d’un trait souscrit. Il est différent du Ẕ, Z macron souscrit.

## Représentations informatiques
Le Z souligné peut être représenté avec les caractères Unicode suivants (commandes C0 et latin de base, diacritiques) :
| formes    | représentations | chaînes de caractères | points de code | descriptions                                         |
| --------- | --------------- | --------------------- | -------------- | ---------------------------------------------------- |
| capitale  | Z̲               | Z◌̲                    | U+005A U+0332  | lettre majuscule latine z diacritique trait souscrit |
| minuscule | z̲               | z◌̲                    | U+007A U+0332  | lettre minuscule latine z diacritique trait souscrit |